# Мечеть Томбул

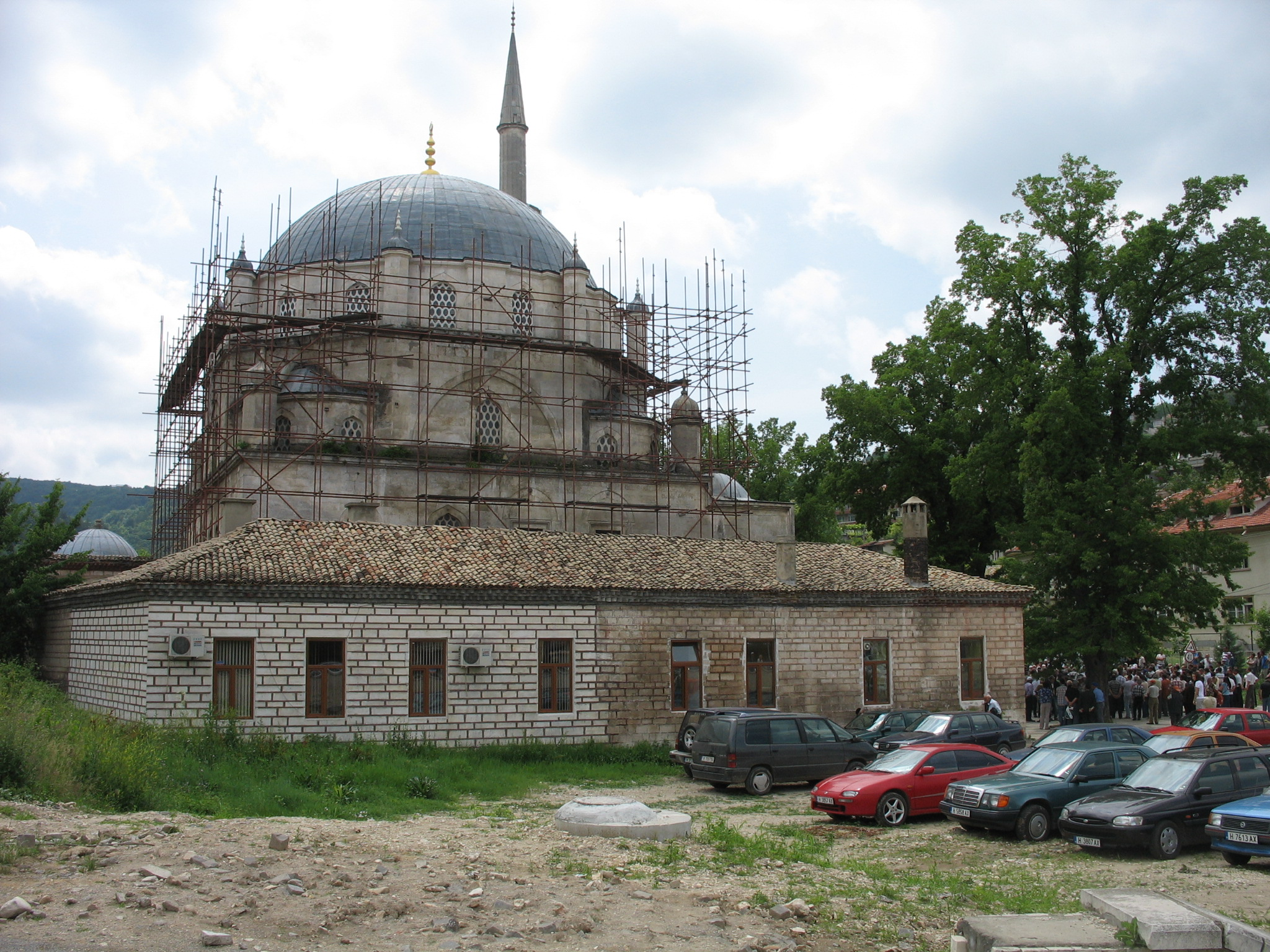
Мечеть Томбул

Мечеть Томбул — расположена в Шумене, самая большая мечеть в Болгарии и одна из самых больших на Балканах. Построена между 1740 и 1744 годами. Название получила из-за особой формы своего купола.

## Архитектура

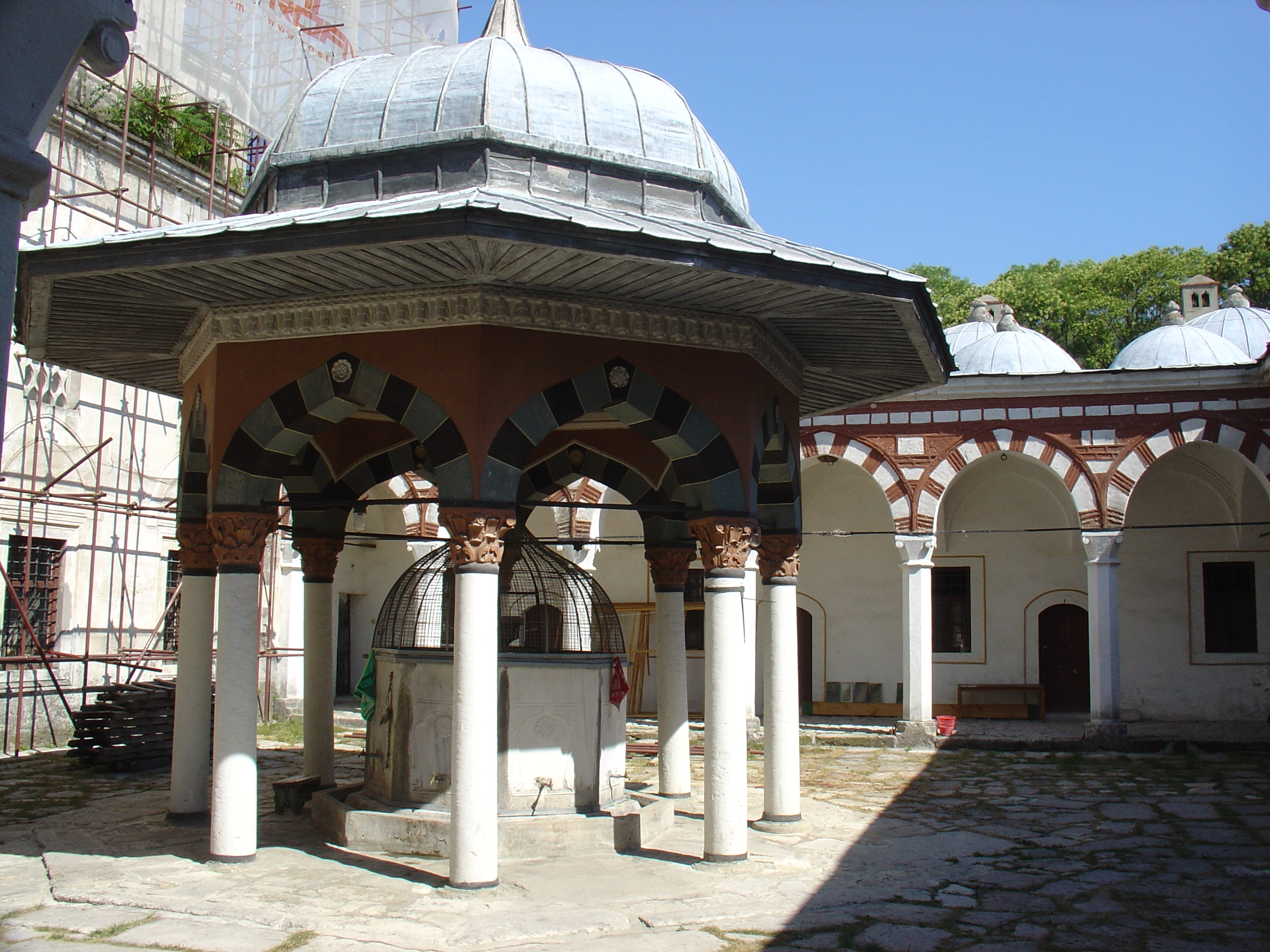
Двор мечети

Комплекс мечети состоит из главного здания (молитвенного зала), двора и двенадцати комнат (пансион медресе). Главное здание в нижней части представляет собой квадрат, затем становится восьмиугольным, переходя в круг в средней части и завершается сферическим куполом высотой 25 м над землёй. Интерьер содержит картины-фрески, изображающие растения и геометрические фигуры, много надписей на арабском языке, фразы из Корана. Двор известен арками перед двенадцатью комнатами, которые окружают его, и минаретом высотой 40 м.